# Tetsuji Hiratsuka
Tetsuji Hiratsuka (平塚 哲二, Hiratsuka Tetsuji; Kioto, 6 november 1971) is een professional golfer uit Japan.
Hiratsuka speelt op de Aziatische PGA Tour (Asian Tour). Voordien won hij vijf toernooien op de Japan Tour. In 2007 speelde hij namens Japan in de World Cup op Mission Hills Golf Club met Hideto Tanihara en namens Azië in de Royal Trophy namens Azië.
Zijn beste prestaties zijn vijf rondes van 63 geweest, waarbij hij telkens negen birdies maakte. De eerste keer was in 2001.

## Gewonnen

### Japan Tour
- 2003: Golf Nippon Series JT Cup (-16)
- 2004: Mitsubishi Diamond Cup Golf (-13)
- 2006: Woodone Open Hiroshima (-19)
- 2007: Mitsubishi Diamond Cup Golf (-2)
- 2009: The Crowns (-17)
- 2011: Panasonic Open

### Aziatische Tour
- 2010: Air Bagan Myanmar Open, Queen's Cup, Black Mountain Masters
- 2011: Panasonic Open

## Teams
- World Cup: 2007, 2011

- The Royal Trophy: 2007